# Seeku jezik
Seeku jezik (sambla, samogho, sembla, southern samo; ISO 639-3: sos), nigersko-kongoanski jezik skupine mande kojim govori 17 000 ljudi plemena Seemogo u provinciji Houet u Burkini Faso. Postoje dva dijalekta, jedan je timiku ili sjeverni seeku, kojim se služi 5 000 ljudi u četiri sela, a drugi je gbeneku, 12 000 u sedam sela. U upotrebi su i jula [dyu] ili francuski [fra].
Seeku pripada podskupini samogo kojoj još pripadaju četiri jezika, a kojoj su svojevremeno klasificirani uz jezike dzuun-seeku i soninke-bobo, odnosno današnja skupina sjeverozapadnih zapadnomandejskih jezika.

## Vanjske poveznice
- Ethnologue (14th)
- Ethnologue (15th)